# Château de Colpach
Le château de Colpach était une forteresse du XIVe siècle située à Colpach-Bas sur la commune d'Ell, près de la frontière belge. Rebâti au XVIIIe siècle, il est devenu un centre de convalescence géré par la Croix-Rouge.

## Histoire

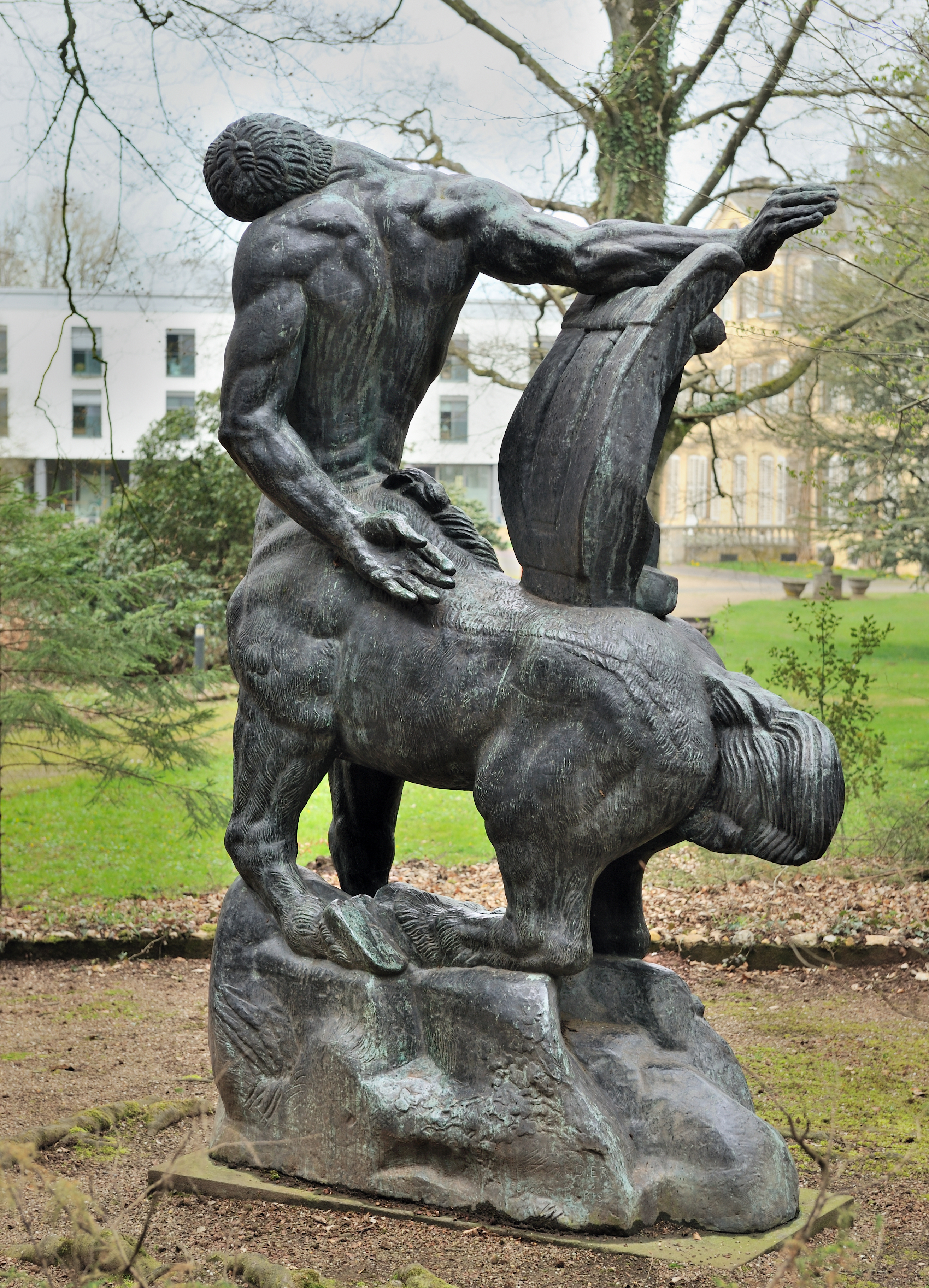
Antoine Bourdelle, La Mort du dernier centaure, Colpach.

Initialement forteresse médiévale, le château appartient à partir de 1628 aux Pforzheim qui le reconvertissent en manoir vers 1747.
Le château de Colpach commence à obtenir une vraie signification culturelle et sociale dans l'histoire du Luxembourg moderne avec l'union du baron Henri-Édouard de Marches (1820-1873), seigneur de Guirsch, premier-lieutenant des hussards du duc Ferdinand de Saxe-Cobourg au service de l'Autriche, et de Marie-Anne Cécile Papier (1845-1915) de Luxembourg, issue d'une famille aisée. Dès 1871, les de Marches-Papier font venir à Luxembourg le jeune peintre hongrois Mihály Munkácsy (1844-1900). En outre, le château de Colpach accueille dans ses murs et dans son parc progressivement aménagé la haute société luxembourgeoise, mais aussi des hôtes étrangers de marque, comme le marchand de tableaux Charles Sedelmeyer, les peintres László Paál et Wenzel de Brozik, le sculpteur Stanislas Lami, le violoniste Jenő Hubay, le cardinal hongrois Haynald et surtout Franz Liszt qui y séjourne du 5 au 20 juillet 1886. À cette occasion, il donne son dernier récital au Casino Bourgeois à Luxembourg le 19 juillet,,.
Le château est racheté en 1917 par le grand industriel Émile Mayrisch, magnat de la sidérurgie européenne (groupe Arbed), qui le remanie et l'élargit tout en lui conservant son style élégant, avec l'aide de l'architecte Sosthène Weis, bien connu dans le Grand-Duché. Il y installe ses importantes collections, dont de remarquables sculptures de Maillol, Despiau, Kolb et Bourdelle dans le parc, qui y sont toujours. Et il fait du château un centre de rencontres européen, inspiré en cela par ses amis des décades de Pontigny, Paul Desjardins et André Gide en tête. Un autre membre des décades, l'universitaire allemand Ernst Robert Curtius, devient un pilier des rencontres de Colpach. Avec Émile Mayrisch, le maréchal Lyautey, Pierre Viénot (gendre de Mayrisch), Jean Schlumberger, Wladimir d'Ormesson, André Siegfried et quelques autres, il participe en 1926 à la création du Comité franco-allemand d'information et de documentation (de), qui vise à lutter contre l'esprit de revanche qui se répand en Allemagne en favorisant les échanges culturels et le rapprochement européen. Son siège sera au château de Colpach.

## Le château aujourd'hui

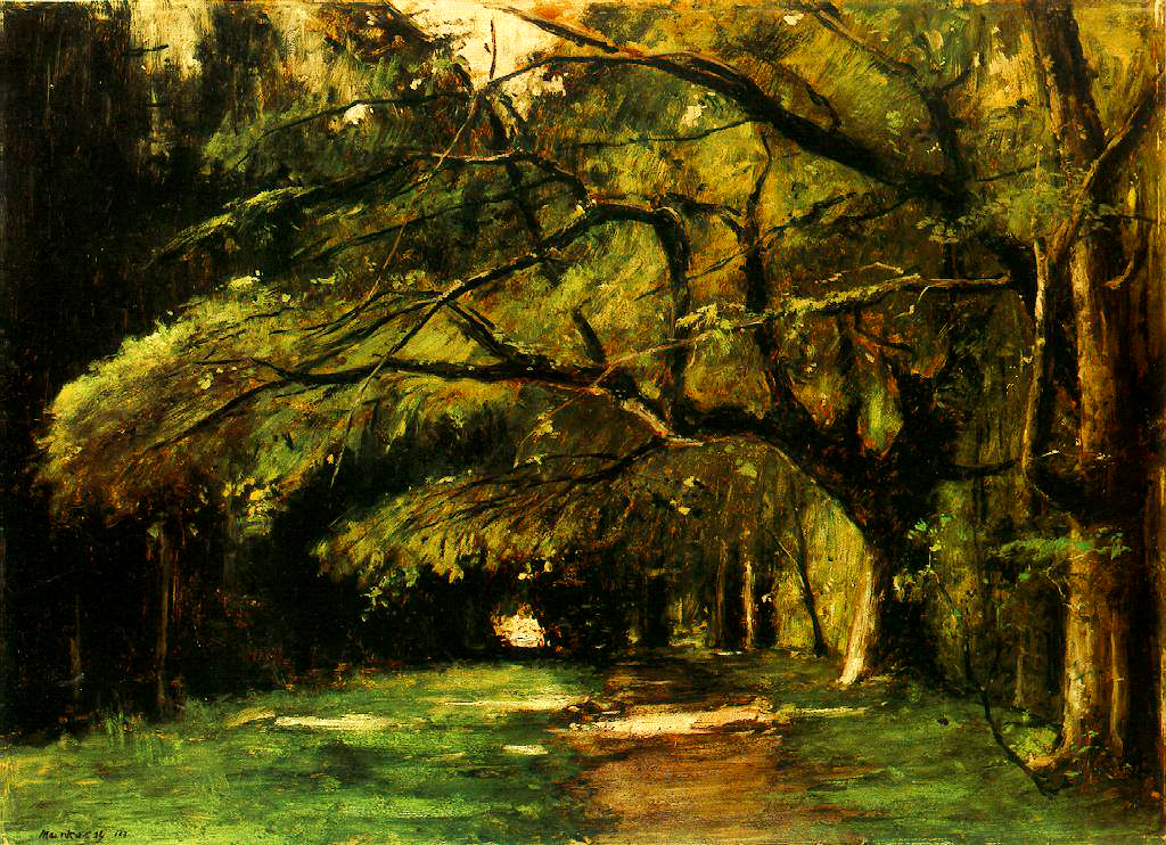
attribué à Mihaly Munkacsy, Le Parc de Colpach, 1886

Le château est légué en 1947 par Aline Mayrisch à la Croix-Rouge luxembourgeoise qui l'exploite de nos jours en tant que maison de repos et de convalescence. Émile Mayrisch et sa femme Aline  reposent dans le parc du château.
L'édifice est classé monument national depuis 2002. Une association, Colp'Art, dirigée par Patricia De Zwaef, s'occupe de l'animation culturelle du lieu, en y réalisant notamment des expositions de sculptures.
Au cours de la pandémie de Covid-19 au Luxembourg, le château de Colpach est converti en centre de réhabilitation de la Croix Rouge afin de prendre en charge les patients. Selon RTL, une centaine de personnes ont été admises au total en juin 2020.